# Жан Фаяр
Жан Фаяр (фр. Jean Fayard; 24 січня 1902, Париж — 1978) — французький письменник і журналіст, лауреат Гонкурівської премії 1931 року.
Фаяр також був директором видавництва «Фаяр». Жан Фаяр був онуком засновника видаництва «Фаяр». Після смерті свого батька Джозефа Артема Фаяра в 1936 році він очолив видавничу родину. Його роботи зберігаються в Institut Mémoires de l'édition contemporaine, 25, rue de Lille, 7-й округ Парижа.